# 카토 미리야
가토 미리야(加藤 ミリヤ, 1988년 6월 22일 ~ )은 일본의 싱어송라이터이자 패션 디자이너이다.

## 음반 목록
정규 음반
- 2005년 《Rose》
- 2007년 《Diamond Princess》
- 2008년 《Tokyo Star》
- 2009년 《Ring》
- 2010년 《Heaven》
- 2012년 11월 21일《True Lovers》

베스트 음반
- 2008년 《Best Destiny》
- 2011년 《M Best》